# Malapterurus leonensis
Malapterurus leonensis är en fiskart som beskrevs av Roberts 2000. Malapterurus leonensis ingår i släktet Malapterurus och familjen Malapteruridae. Inga underarter finns listade i Catalogue of Life.